# Castillo de los Tres Reyes Magos del Morro

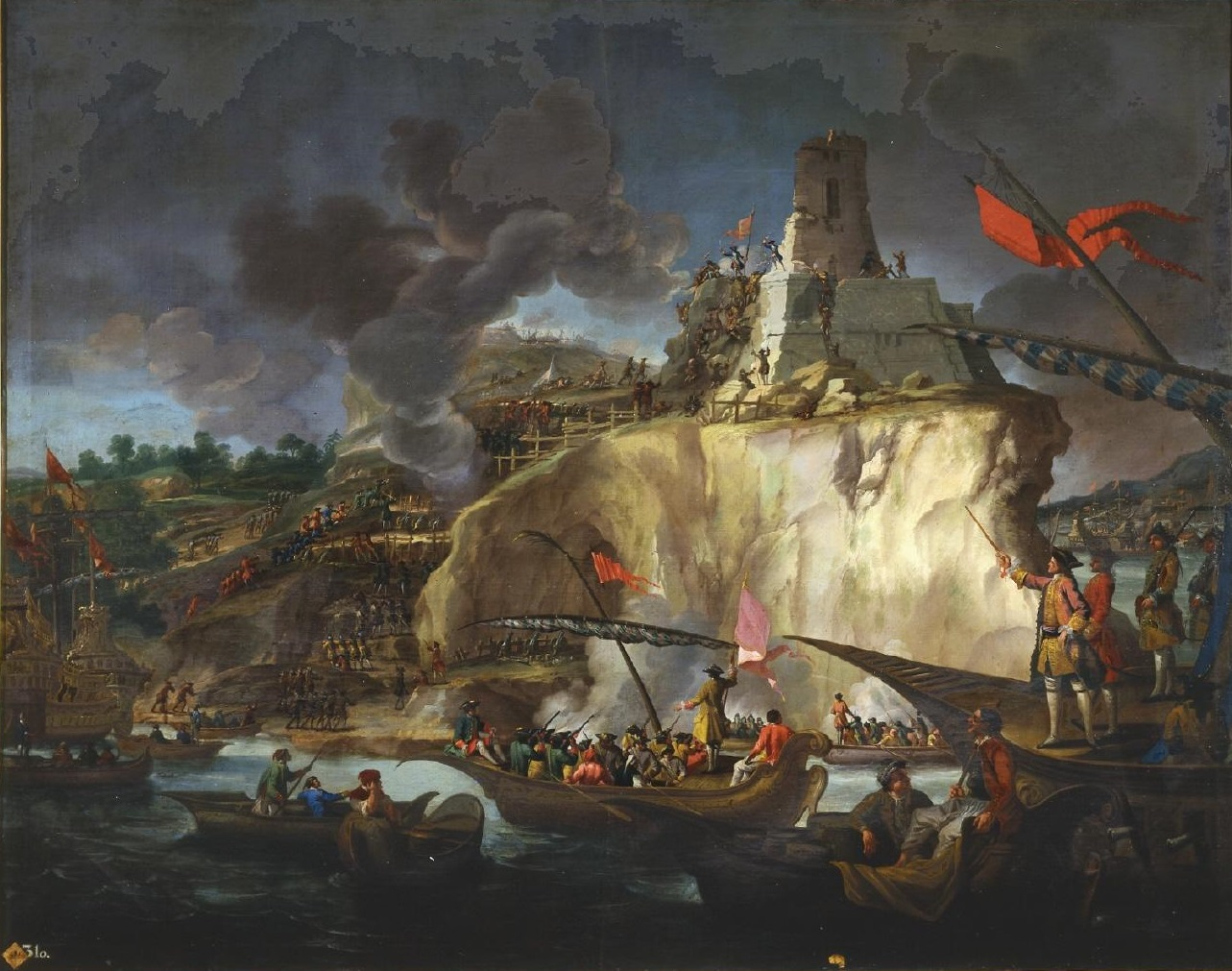
José Rufo, Defensa del Castillo del Morro en La Habana, 1763, olieverf op doek, 166x210 cm, Madrid, Real Academia de Bellas Artes de San Fernando.

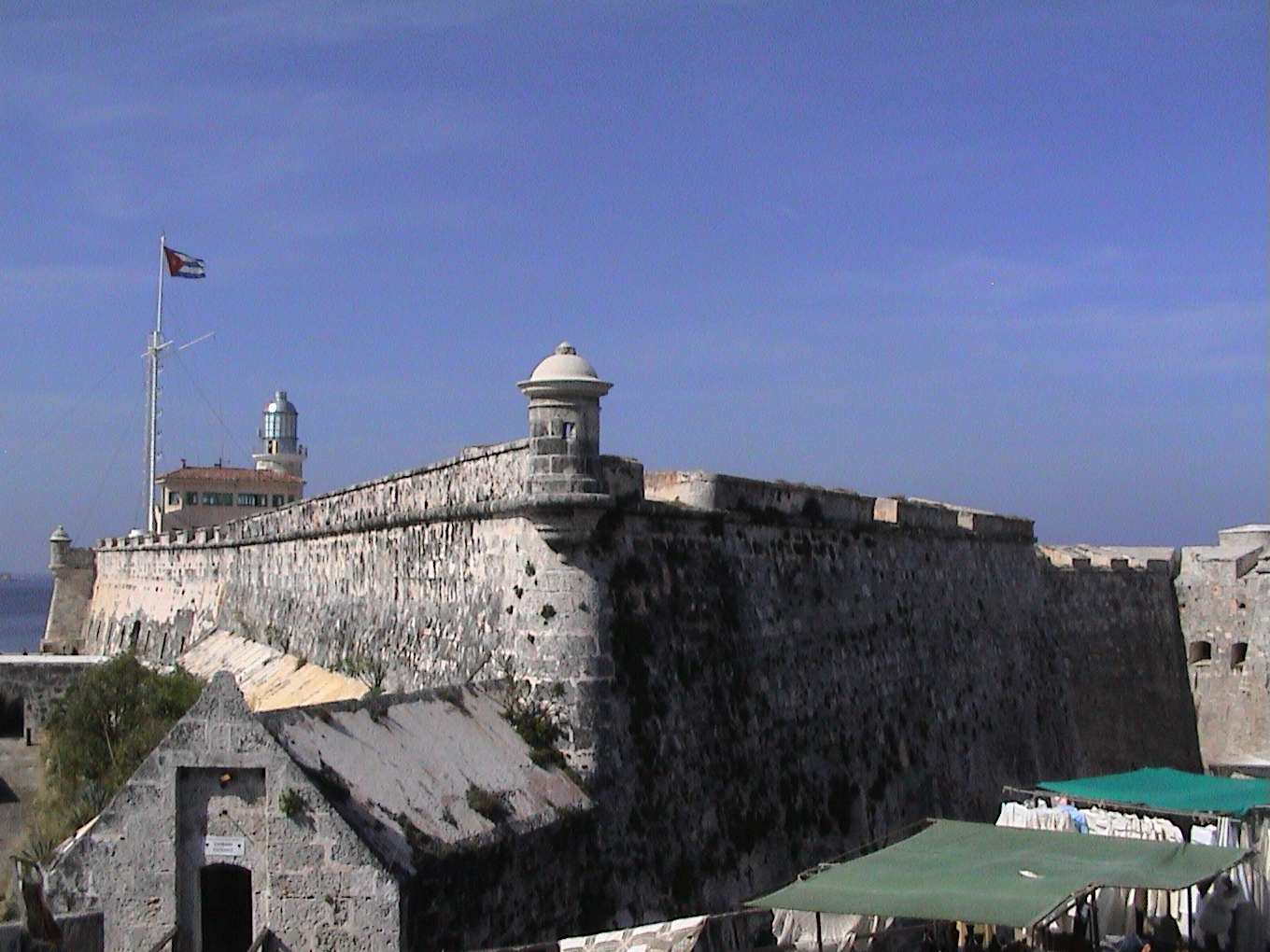
Zicht op het fort vanaf La Cabaña.

Castillo de los Tres Reyes Magos del Morro (Nederlands: Kasteel van de drie magische koningen van Morro) is een fort dat samen met het Capitool en  Castillo de la Real Fuerza het symbool van het Havana uit de Spaanse imperialistische periode is. De naam verwijst naar de drie wijzen uit het oosten.
Het fort in de Cubaanse hoofdstad is in 1585 ontworpen door de Italiaanse militair ingenieur Juan Bautista Antonelli die in dienst van Spanje was. De strategische ligging aan de toegang tot de Baai van Havana op een heuvel werd als belangrijk beschouwd, omdat de haven van Havana een strategische belang begon te worden voor de Spaanse overzeese provincie. In de jaren 90 van diezelfde eeuw werd gewerkt aan de redding en het behoud van het versterkingssysteem van de stad. Sindsdien heeft het fort een actief leven geleid. Momenteel functioneren de zalen als een galerij en er een cultureel leven actief. In oude ruimten bevinden zich twee restaurants (Los Doce Apóstoles en La Divina Pastora) en een bar in de oude keukens van het fort die een uitzonderlijk uitzicht op de kustlijn van Havana bieden.

## Structuur
Het ontwerp van het fort is een onregelmatige veelhoek die nauwgezet overeenkomt met de vorm van de klif (Spaans: morro) waarvan deze oprijst, wat haar verdedigingskarakter begunstigde. Het is ontoegankelijk door de bijna 20 meter hoge en steile rots waarop het fort is gebouwd. Het fort eindigt in een scherpe hoek aan de monding van de Baai van Havana met Straat Florida. Op deze hoek bevindt zich een half bolwerk waarop een vuurtoren is gebouwd. Vanaf hier zijn aan beide zijden 150 meter aan schietgaten, totdat ze de achterzijde van het fort bereiken waar het aansluit op het vasteland. Aan deze beide uiteinden bevinden zich twee bastions die worden verbonden door diepe gracht die het fort omsluit. De oorspronkelijke vuurtoren toren van 10 meter hoog werd in 1844-1845 vervangen door een ander vuurtoren van 5 meter in diameter en 30 meter hoogte.

## Geschiedenis

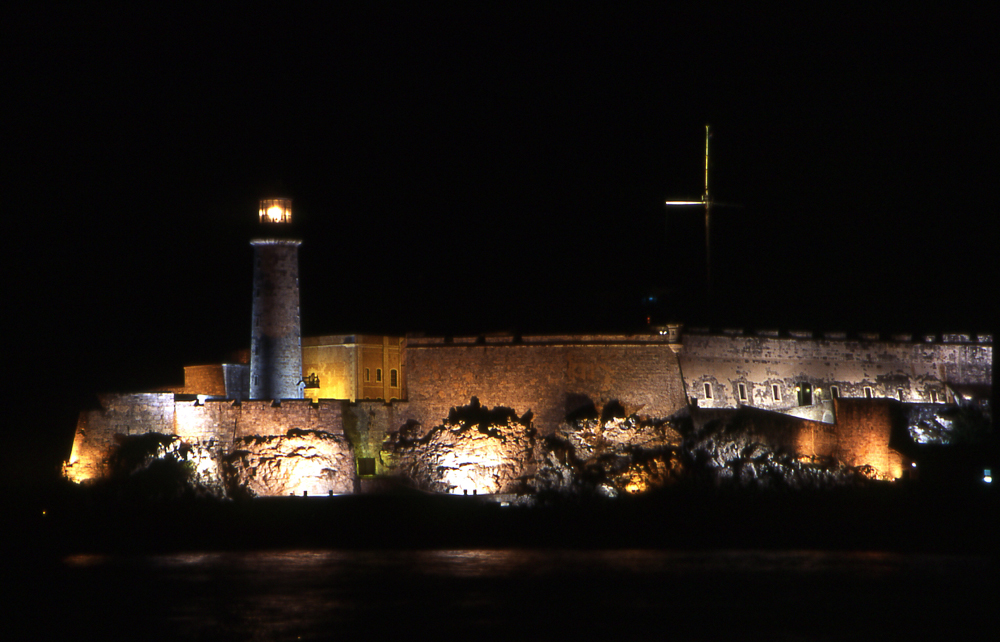
Het fort bij nacht

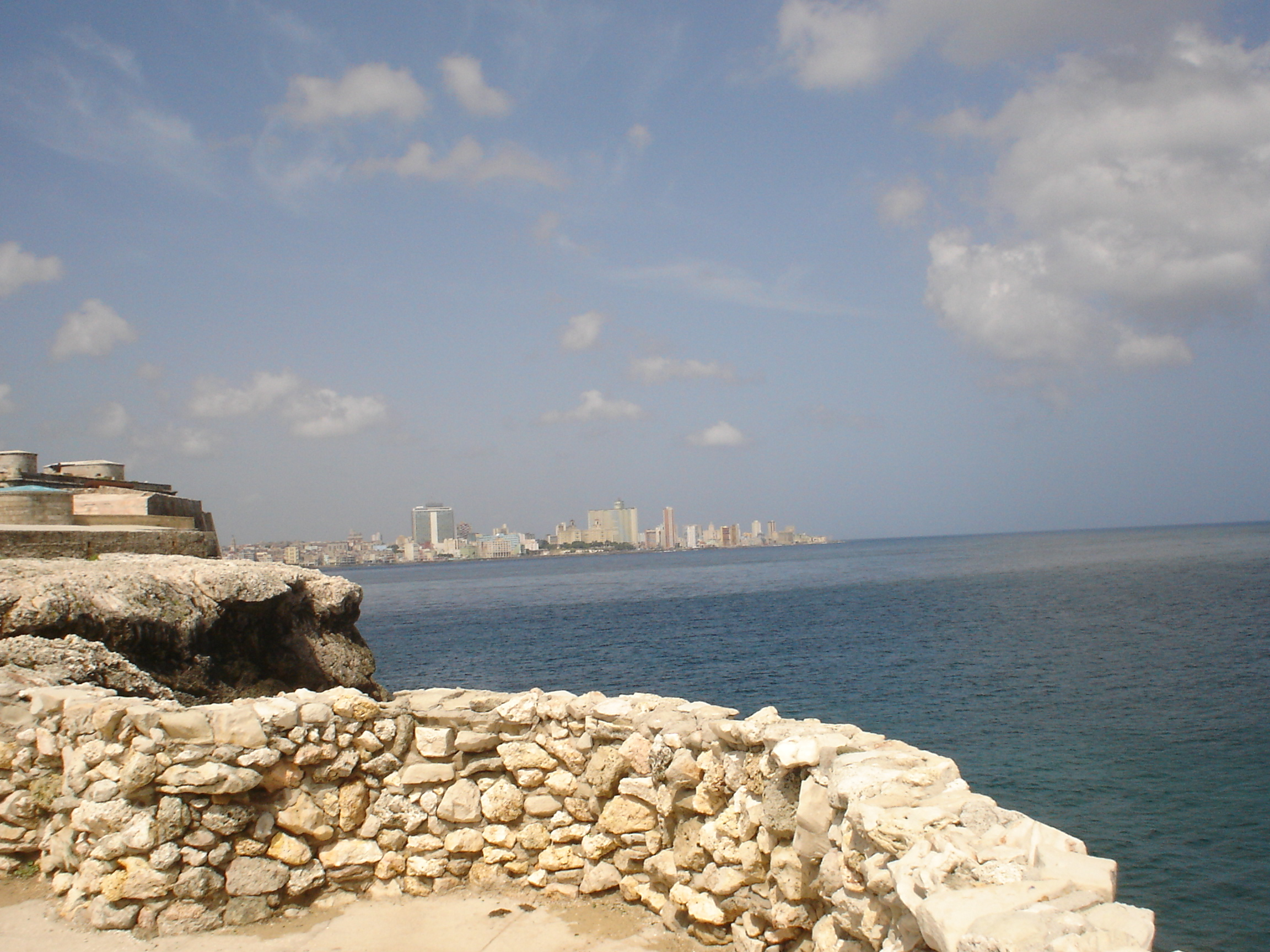
De noordzijde van het fort. Op de achtergrond is een deel van de Malecón en de stad te zien.

De bouw van het fort begon tegelijk met die van het Castillo San Salvador de la Punta, welke samen de ingang van de baai beschermden voor het voortdurende besluipen van kapers en piraten, die bij verschillende gelegenheden de stad probeerden te verwoesten. Vanaf 1538 beginnen de voordelen van deze rots te werken voor de bewaking en bescherming van de bevolking. Vanwege economische moeilijkheden en tegenstrijdigheden tussen de gouverneurs van het eiland en Antonelli, duurde de bouw van het kasteel tot ver in de zeventiende eeuw. Tijdens de regering van Don Pedro Valdés (1600-1607) werd de bouw afgerond en werd het platform dat was gebouwd voltooid. Hierop werden 12 kanonnen geplaatst. Er wordt echter aangenomen dat de bijgebouwen voor het huisvesten van de troepen, munitieopslagplaatsen en watertanks, rond 1610 gereed kwamen.
El Castillo de los Tres Reyes del Morro werd zwaar beschadigd tijdens de verovering van Havana door de Engelsen in 1762. Om deze reden werd het in jaar daarop herbouwd onder leiding van de ingenieurs Silvestre Abarca en Agustín Crame. Het fort was de belangrijkste verdediging van de haven van Havana tot de bouw van La Cabaña aan het einde van de achttiende eeuw.
Bij de herbouw in 1763 werden twee bastions toegevoegd (Tejeda en Austria); een diepe put; overdekte weg, reservoirs, barakken, kerkers en magazijnen, die de onregelmatige karakteristieken van het terrein waar het op werd gebouwd, assimileerden. Op het lagere niveau en aan de kant van de baai bevonden zich de keukens van Doce Apostles en La Pastora. De binnenruimten hadden een dynamisch systeem van onderling verbonden gangen, die werden aangevuld met verschillende toegangs- en verbindingspoorten.
De toren werd voor het eerst als vuurtoren gebruikt in 1764. In 1844 werd de oude toren afgebroken om een nieuwe te bouwen, welke er tot heden ten dage staat. De vuurtoren werd in 1945 van elektriciteit voorzien.

## Verschijning in culturele werken

### Kunst
Het fort kan worden gezien op de achtergrond van John Singleton Copley's olieverfschilderij Watson and the Shark (1778).

### Film
Het fort verschijnt in The Ghost Breakers (1940), op de achtergrond wanneer Bob Hope en Paulette Goddard de haven per schip betreden.
Enkele scènes uit The Big Boodle (1957) met Errol Flynn in de hoofdrol werden gedraaid in het fort in het Cuba van voor de revolutie.
Schrijver en dichter Reinaldo Arenas (1943-1990) werd tijdens het regime van Fidel Castro gevangen gehouden in het fort wegens zijn kritiek op de overheid. De filmversie van de biografie van Arenas Before Night Falls (2000), met in de hoofdrol Javier Bardem, bevat scènes in de gevangenis van het fort. Deze opnames werden gemaakt in een fort in Mexico-Stad, aangezien de filmmakers niet mochten filmen in Cuba.

### Publicaties
De Cubaanse schrijver José Antonio Echeverría (1815-1885) gaf een roman, Antonelli (1839), in drie delen uit in het tijdschrift La Cartera Cubana. Een historische roman gebaseerd op romans van Walter Scott. Antonelli beschrijft de driehoeksverhouding tussen Antonelli, een Spaanse soldaat, en de dochter van de plantagehouder waar zij allebei van houden. Het fort is vaak de achtergrond in vele verhaallijnen, zo ook in de finale passage van het boek.